# Рерберг, Фёдор Иванович (художник)
Фёдор Иванович Рерберг (21 июня [3 июля] 1865, Москва — 28 сентября 1938, Москва) — русский художник, живописец, акварелист и педагог.

## Биография
Сын инженера-путейца Ивана Фёдоровича Рерберга, брат инженера и архитектора Ивана Ивановича Рерберга.
В 1881 году брал частные уроки рисования у В. С. Розанова. В 1885—1892 годах учился в Императорской Академии художеств сначала на архитектурном, затем — на живописном отделении у П. П. Чистякова, П. М. Шамшина, Б. П. Виллевальде, К. Б. Венига, В. П. Верещагина, В. И. Якоби. Пользовался советами И. Е. Репина.
В 1886 и 1887 годах за рисунок и этюд награждался серебряными медалями. В 1888 году окончил курс наук. В 1892 году получил звание неклассного (свободного) художника.
Жил в Москве, много путешествовал. Совершил поездки на Кавказ, в Крым, по Волге, в Германию, Австрию, Францию, Италию.
Занимался преподавательской деятельностью. С 1891 года давал частные уроки, в 1906 открыл частное училище, где, помимо занятий по рисунку и живописи, читал лекции по истории искусства; преподавал в нем до 1931 года (в 1929 году училище Рерберга было преобразовано в Государственные курсы живописи и рисунка Бауманского отдела Народного образования). Его учениками были Казимир Малевич (с 1907 по 1910 г.г.), Иван Клюн (с 1903 по 1907 г.г.), Валентина Ходасевич (с 1908 по 1910 г.г.), Иван Блохин (с 1906 по 1909 г.г.), Федор Иванович Захаров, Константин Алексеевич Ясинский (младший) (с 1905 по (?) г.г.), Алексей Александрович Рыбников (с 1912  по 1914 г.г.), брат и сестра Бурлюки (Владимир и Людмила) и другие известные ныне художники.
Преподавал в техникуме ОГИЗа (Объединение государственных книжно-журнальных издательств), Московском текстильном институте, на Курсах академического рисунка «Всекохудожника» (1930-е годы); профессор.
В 1917—1918 годах работал в Комиссии по охране памятников искусства и старины при Моссовете, состоял членом Художественного совета Государственного Исторического музея. Участвовал в организации 1-го Пролетарского музея (1918); заведовал художественной частью Музея труда (с 1920). С 1927 года состоял консультантом завода художественных красок «Красный художник».
Умер в 1938 году. Похоронен на Новодевичьем кладбище (3 уч.).

## Творчество
Автор пейзажей, портретов, картин на жанровые сюжеты. Много работал в технике акварели.
С 1889 года — участник выставок. Член объединения «Московский салон». Член и экспонент Московского общества любителей художеств, Московского товарищества художников (1893—1924, с перерывами; член-учредитель и член Правления). Участвовал в выставках ТПХВ (1891—1903), Всемирных выставках в Сент-Луисе и Нью-Йорке (1904—1905), Риме (1911), выставках «Художники Москвы — жертвам войны» (1914—1915), картин русских художников (старой и новой школ, 1915), 4-й государственной выставке картин (1919) в Москве, 1-й государственной передвижной выставке картин (1925; Москва, Саратов, Царицын, Казань, Нижний Новгород) и других. Провел персональную выставку в Москве (1910). Выполнил панно для ВСХВ в Москве (1923).
Произведения Рерберга находятся во многих музейных собраниях, в том числе в Государственной Третьяковской галерее, Государственном Русском музее, ГМИИ им. А. С. Пушкина и других. Выставки произведений Ф. И. Рерберга прошли в Москве (1963—1964).

## Галерея
- Великая княгиня Елизавета Федоровна
- Учительница. 1901. Сочинский художественный музей
- Фантазия на античную тему. Весталки

## Семья
Жена — Антонина Петровна, урождённая Станюкович.
Дочь — Нина Фёдоровна, родилась в Москве в ноябре 1893 года; в 1918 году стала женой А. М. Черёмухина.
Сын - Иван Фёдорович Рерберг (1892—1957) — советский художник, плакатист.
Внук - Рерберг Георгий Иванович  (28 сентября 1937, Москва, СССР — 25 июля 1999, Москва, Россия) — советский и российский кинооператор, заслуженный деятель искусств .